# Melinda és Melinda
A Melinda és Melinda (eredeti címe: Melinda and Melinda) 2004-es amerikai filmvígjáték Woody Allen rendezésében. A film Manhattanben játszódik. Radha Mitchell alakítja a címszereplő Melindát, két történetszálon fut a történet: egy komikus és egy tragikus szálon.

## Cselekmény
Négy vacsorázó író beszélget vacsora közben. Felmerül bennük a kérdés: vajon az élet komikus vagy tragikus? Az egyik író felvet egy egyszerű szituációt: egy nő kopogtat egy ajtón és megzavar egy bulit. A csoport prominens szerzői elkezdik mesélni e történet verzióit; az egyik komikus, míg a másik tragikus.

## Szereplők
- Radha Mitchell: Melinda Robicheaux
- Chloë Sevigny: Laurel
- Jonny Lee Miller: Lee
- Will Ferrell: Hobie
- Amanda Peet: Susan
- Chiwetel Ejiofor: Ellis Moonsong
- Wallace Shawn: Sy
- Josh Brolin: Greg Earlinger
- Vinessa Shaw: Stacey Fox
- Steve Carell: Walt
- Arija Bareikis: Sally Oliver
- Matt Servitto: Jack Oliver
- Zak Orth: Peter
- Brooke Smith: Cassie
- Daniel Sunjata: Billy Wheeler
- Larry Pine: Max
- Andy Borowitz: Doug

Radha Mitchell alakítja Melindát mindkét verzióban. Chloë Sevigny, Jonny Lee Miller és Chiwetel Ejiofor szerepelnek vele a tragikus vonalon, míg Will Ferrell és Amanda Peet a humoros vonalon szerepelnek.

## Fogadtatás
A filmről megoszlottak a vélemények. A 
Rotten Tomatoes oldalán 51%-on áll a film, 144 kritika alapján. A Metacritic honlapján 54 pontot ért el a százból, 40 kritika alapján. Leonard Maltin két csillaggal értékelte.
Amerikában 2005. március 18.-án mutatkozott be, ahol 74238 dolláros bevételt hozott a bemutató első három napján.

## Zene
A filmzenei album 2005 márciusában jelent meg, stílusilag pedig a jazz, swing és big band stílusokba sorolhatóak a dalok. Az ilyen stílusú filmzene tipikusnak számít Allen filmjeinél.